# Susan Ehlers
Susan "Sue" Ehlers-Sutton, née à Richardson, est une coureuse cycliste américaine.

## Palmarès sur route
- 1983
  - 3e du championnat des États-Unis du contre-la-montre
- 1986
  - Bisbee Tour
  - 11e étape de Coors Classic
  - 2e de Coors Classic
  - 3e de Women's Challenge
  - 3e de Mammoth Classic
  - 14e de la course en ligne aux championnats du monde
- 1987
  - 7e étape de Women's Challenge
  - 2e du championnat du monde par équipes
  - 3e de Bisbee Tour
  - 3e de Women's Challenge
- 1990
  - 2e de Bisbee Tour
  - 24e de la course en ligne aux championnats du monde